# On the Prowl
Albums de Loudness
Soldier of Fortune
(1989) Loudness
(1992)
On the Prowl est le 9e album studio de Loudness sorti en 1989. Il s'agit du second et dernier album avec Michael Vescera avant de rejoindre Yngwie Malmsteen.
Seuls les trois premiers morceaux de l'album sont des créations inédites. Les autres chansons sont des reprises d'anciens morceaux en japonais du groupe, ré enregistrés avec de nouvelles paroles en anglais, et parfois un nouveau titre: Never Again est une reprise de Silent Sword (du maxi Risky Woman), Deadly Player de Lonely Player, Take It or Leave It de Milky Way, Long Distance de Long Distance Love (du mini-album Jealousy), et Find a Way de To Be Demon.

## Liste des titres
Toute la musique est composée par Akira Takasaki.
| No  | Titre               | Paroles                        | Durée |
| --- | ------------------- | ------------------------------ | ----- |
| 1.  | Down 'N Dirty       | Michael Vescera                | 4:36  |
| 2.  | Playin' Games       | Michael Vescera, Mark Dearnley | 3:47  |
| 3.  | Love Toys           | Michael Vescera                | 4:02  |
| 4.  | Never Again         | Minoru Niihara                 | 5:01  |
| 5.  | Deadly Player       | Minoru Niihara                 | 4:47  |
| 6.  | Take It or Leave It | Minoru Niihara                 | 4:31  |
| 7.  | Girl                | Minoru Niihara                 | 4:21  |
| 8.  | Long Distance       | Minoru Niihara                 | 4:15  |
| 9.  | In the Mirror       | Minoru Niihara                 | 3:34  |
| 10. | Sleepless Nights    | Minoru Niihara                 | 4:39  |
| 11. | Find a Way          | Minoru Niihara                 | 7:31  |

## Composition du groupe
- Michael Vescera - chants
- Akira Takasaki - guitare
- Masayoshi Yamashita - basse
- Munetaka Higuchi - batterie

### Crédits Album
- Charles Paakkari - Assistant Ingénieur
- Chris Rich - Assistant Ingénieur
- Jesse Henderson - Assistant Ingénieur
- Jim Warren - Illustrations
- George Azuma - Superviseur
- William Hames - Photographie
- Bob Ludwig - Mastering & Mixage